# INTERCAL

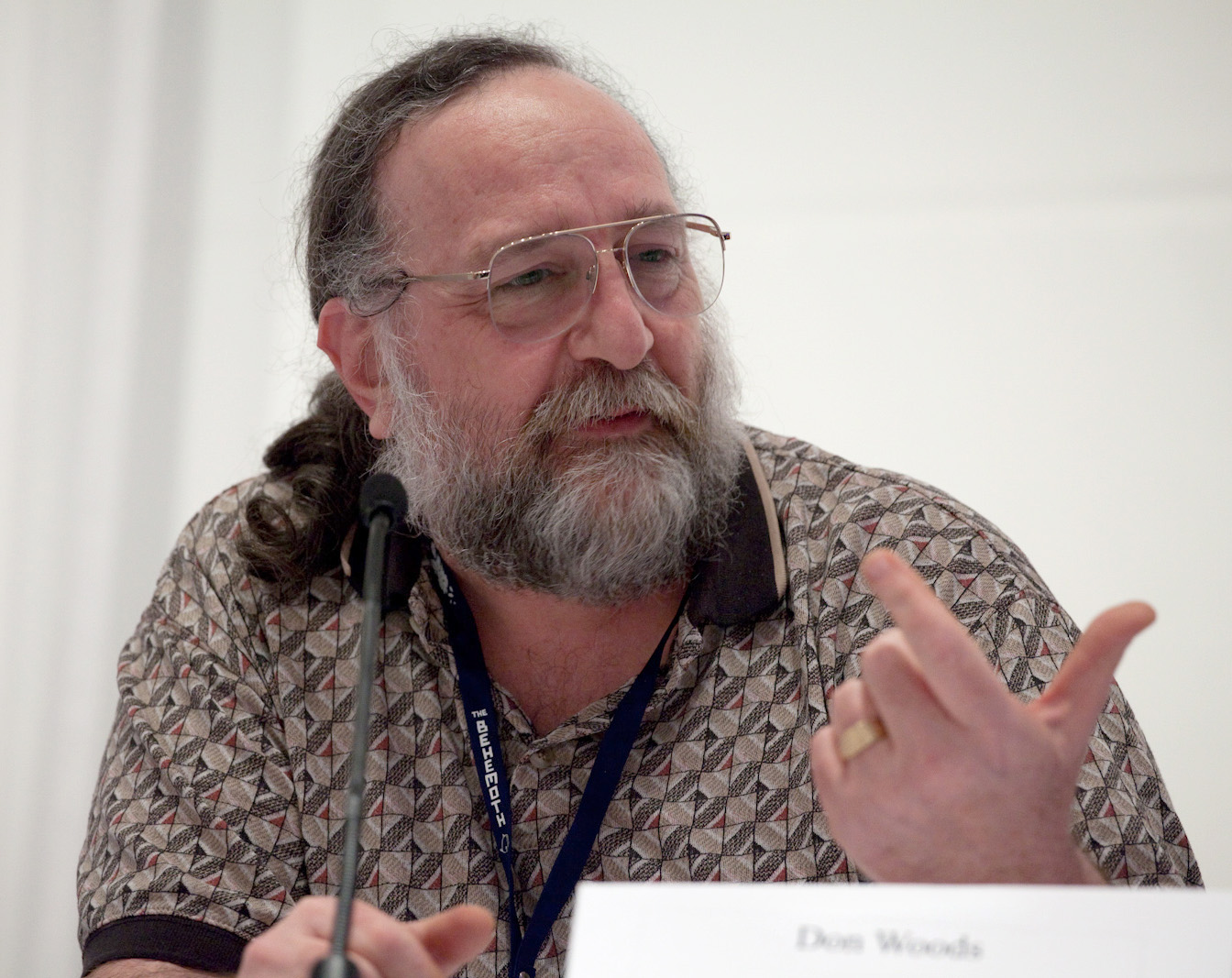
Don Woods, Coautor von INTERCAL, 2010

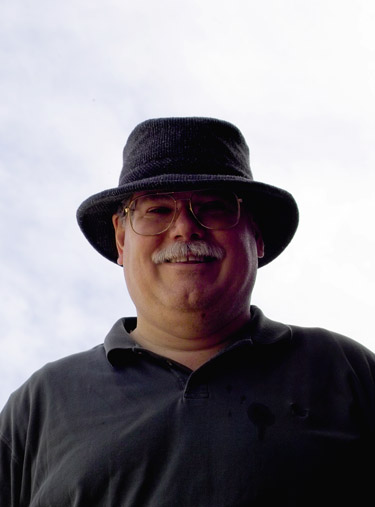
Jim Lyon, Coautor von INTERCAL, 2005

INTERCAL, abgekürzt für Compiler Language With No Pronouncable Acronym (Compiler-Sprache ohne aussprechbares Akronym), ist eine esoterische Programmiersprache, die am 26. Mai 1972 von Donald R. Woods und James M. Lyon veröffentlicht wurde. Diese Implementation verwendete Lochkarten und EBCDIC. Bei der Umsetzung für ASCII mussten daher der Operator ¢ durch $ und ⊻ durch ? ersetzt werden. Erst 1990 wurde eine erste UNIX-Implementierung von Eric S. Raymond programmiert. Heute ist INTERCAL auch auf DOS verfügbar. Aktuell stehen zwei Versionen zur Verfügung: C-INTERCAL und CLC-INTERCAL. Daneben gibt es auch Threaded Intercal.
INTERCAL wurde mit dem Ziel entwickelt, Programmiersprachen zu parodieren sowie das Programmieren schwierig zu gestalten und die entstehenden Programme effektiv unlesbar zu machen. Insofern ähnelt INTERCAL keiner der bekannten Programmiersprachen, hat sehr wenige Sprachkonstrukte und ist schwierig zu erlernen.
INTERCAL wird von einer kleinen Fan-Gemeinde gepflegt und kann dem interessierten Programmierer zur Erheiterung oder Rätsellösung dienen. Auf einer SUN SPARCStation-1 benötigte ein INTERCAL-Programm über 17 Stunden, um mittels des Sieb des Eratosthenes sämtliche Primzahlen kleiner als 65536 zu berechnen (in anderen Programmiersprachen weniger als eine Sekunde). Auf einer IBM 360/91 dauerte es 30 Sekunden, um einen 16-bit Integer (d. h. eine Zahl kleiner als 65536) zu dividieren.

## Besonderheiten
Besonders bekannt ist INTERCAL für den Befehl COME FROM, der mit C-INTERCAL eingeführt wurde. Dieser parodiert das GOTO, das in einigen anderen Programmiersprachen, wie etwa BASIC, vorkommt.
So gut wie alle Programmiersprachen erlauben Kommentare im Programm, die vom Compiler ignoriert werden – wie zum Beispiel /* ... */ in C++. INTERCAL besitzt zwar die Möglichkeit, den Code zu kommentieren – gleichzeitig aber wird alles, was keinem gültigen Befehl entspricht, vom Compiler ick ignoriert, was eine interessante Möglichkeit eröffnet, Kommentare zu setzen. Aus demselben Grund gestaltet sich die Fehlersuche in einem INTERCAL-Programm extrem schwierig.
Das Programm kompiliert nicht, wenn der Programmierer nicht freundlich genug ist und zu selten PLEASE schreibt (Fehler E079 PROGRAMMER IS INSUFFICIENTLY POLITE). Auf der anderen Seite wird der Compiler selbstverliebt und verweigert seine Tätigkeit, wenn dieses Wort zu oft vorkommt (E099 PROGRAMMER IS OVERLY POLITE).
Woods erklärte in einem Interview, dass Donald Knuth ihm sagte, dass die Divisions-Routine von INTERCAL einen tollen Hack enthalte, den er in The Art of Computer Programming aufnehmen wolle.

## Beispiel ROT13-Programm
ROT13 „verschlüsselt“ einen Text, indem jeder Buchstabe im Alphabet um 13 Positionen verschoben wird. In einer Programmiersprache wie Python kann ein einzelner Buchstabe mit lediglich zwei Befehlen verschlüsselt werden: chr(ord("a") + 13) verwandelt das “a” in “n”.
```
   (10) PLEASE DON'T GIVE UP
   (1) DO .2 <- '?.1$#64'~'#0$#65535'
   DO .2 <- '&"'.1~.2'~'"?'?.2~.2'$#32768"~"#0$#65535“'"$".2~.2“'~#1
   DO .3 <- '?#91$.1'~'#0$#65535'
   DO .3 <- '&"'#91~.3'~'"?'?.3~.3'$#32768"~"#0$#65535“'"$".3~.3“'~#1
   DO (11) NEXT
   DO (2) NEXT
   DO (12) NEXT
   (11) DO (13) NEXT
   PLEASE FORGET #1
   DO (12) NEXT
   (13) DO (14) NEXT
   PLEASE FORGET #2
   DO (12) NEXT
   (14) DO STASH .1
   DO .1 <- .3
   DO (1000) NEXT
   DO .1 <- .3
   DO .2 <- #1
   PLEASE DO (1000) NEXT
   DO RETRIEVE .1
   PLEASE RESUME .3
   (12) PLEASE FORGET #1
   DO .2 <- '?.1$#96'~'#0$#65535'
   DO .2 <- '&"'.1~.2'~'"?'?.2~.2'$#32768"~"#0$#65535“'"$".2~.2“'~#1
   DO .3 <- '?#123$.1'~'#0$#65535'
   DO .3 <- '&"'#123~.3'~'"?'?.3~.3'$#32768"~"#0$#65535“'"$".3~.3“'~#1
   PLEASE DO (15) NEXT
   PLEASE DO (3) NEXT
   DO (16) NEXT
   (15) DO (17) NEXT
   PLEASE FORGET #1
   DO (16) NEXT
   (17) DO (18) NEXT
   PLEASE FORGET #2
   DO (16) NEXT
   (18) PLEASE STASH .1
   DO .1 <- .3
   DO (1000) NEXT
   DO .1 <- .3
   DO .2 <- #1
   DO (1000) NEXT
   PLEASE RETRIEVE .1
   PLEASE RESUME .3
   (16) PLEASE FORGET #1
   DO RESUME #1
   (2) DO .2 <- #65
   DO (1010) NEXT
   PLEASE .1 <- .3
   PLEASE .2 <- #13
   DO (1000) NEXT
   DO STASH .3
   DO .1 <- .3
   DO .2 <- #26
   DO (1040) NEXT
   DO .1 <- .3
   DO (1030) NEXT
   DO .2 <- .3
   DO RETRIEVE .3
   DO .1 <- .3
   DO (1010) NEXT
   DO .1 <- .3
   DO .2 <- #65
   DO (1000) NEXT
   DO .1 <- .3
   DO RESUME #1
   (3) DO .2 <- #97
   DO (1010) NEXT
   DO .1 <- .3
   DO .2 <- #13
   DO (1000) NEXT
   DO STASH .3
   DO .1 <- .3
   DO .2 <- #26
   DO (1040) NEXT
   DO .1 <- .3
   DO (1030) NEXT
   DO .2 <- .3
   DO RETRIEVE .3
   DO .1 <- .3
   DO (1010) NEXT
   DO .1 <- .3
   DO .2 <- #97
   DO (1000) NEXT
   DO .1 <- .3
   DO RESUME #1
   DO COME FROM (10)
   DO .4 <- #0
   DO .5 <- #0
   DO STASH .4 + .5
   DO ,1 <- #1
   DO COME FROM (33)
   DO WRITE IN ,1
   DO .1 <- ,1 SUB #1
   DO (31) NEXT
   PLEASE DO .6 <- #1
   PLEASE DO (34) NEXT
   (32) PLEASE RESUME '?.1$#256'~'#256$#256'
   (31) DO (32) NEXT
   DO FORGET #1
   DO .6 <- #0
   PLEASE DO (34) NEXT
   (33) DON'T GIVE UP
   (34) DO .6 <- "?!6'$#1"~#3
   DO (40) NEXT
   DO GIVE UP
   (40) DO (41) NEXT
   PLEASE FORGET #1
   DO (42) NEXT
   (41) DO RESUME .6
   (42) DO FORGET #1
   DO RETRIEVE .4
   DO .2 <- .4
   DO (1000) NEXT
   DO .4 <- .3~#255
   DO .3 <- .4
   DO STASH .4
   DO .1 <- .3
   DO (1) NEXT
   DO .3 <- !1~#15'$!1~#240'
   DO .3 <- !3~#15'$!3~#240'
   DO .2 <- !3~#15'$!3~#240'
   DO .1 <- .5
   DO (1010) NEXT
   DO .5 <- .2
   DO ,1 SUB #1 <- .3
   PLEASE READ OUT ,1
   PLEASE RESUME #1

```